# 63e régiment d'infanterie de marine
Pour les articles homonymes, voir 63e régiment.
Le 63e régiment d'infanterie de marine (ou 63e RIMa) est une unité de l'Armée de terre française pendant la guerre d'Algérie. Le régiment est créé en 1958 à partir du 3e régiment de tirailleurs sénégalais et dissout en 1962.

## Création et différentes dénominations
- 1er décembre 1958 : création du 63e régiment d'infanterie de marine par changement d'appellation du 3e RTS
- 15 juin 1962 : dissolution du Ier bataillon
- 31 décembre 1962 : dissolution du IIe bataillon

## Historique
Le régiment est créé le 1er décembre 1958 par changement de nom des deux bataillons du 3e RTS, qui opère dans le Constantinois. Le 63e RIMa hérite de toutes les traditions de son prédécesseur.
De sa création jusqu'en décembre 1962, le régiment est rattaché à la 2e division d'infanterie motorisée. Il a son état-major à Bône (aujourd'hui Annaba),,.
Le Ier bataillon est dissous le 15 juin 1962, le IIe le 31 décembre 1962.

## Chefs de corps
En mars 1962, colonel Caries.

## Drapeau du régiment
Il reprend les inscriptions du 3e RTS :
- Soudan 1890
- Dahomey 1892
- Côte d'Ivoire 1893-1895
- Madagascar 1895
- Congo 1900
- Tchad 1900
- Maroc 1908-1918

Auxquelles s'ajoute par arrêté de 2004 l'inscription, :
- AFN 1952-1962